# Skiri Trophy XCross
Lo Skiri Trophy XCountry, chiamato fino al 2016 Trofeo Topolino di sci di fondo, è una competizione sportiva internazionale accreditata presso la Federazione Internazionale Sci e riservata ai giovani sciatori fondisti delle categorie Baby, Cuccioli, Ragazzi ed Allievi, che si svolge annualmente presso il Centro del fondo e del biathlon Fabio Canal di Lago di Tesero, in Val di Fiemme, in provincia di Trento.
La manifestazione è organizzata annualmente durante la terza domenica di gennaio, ovvero nel fine settimana precedente alla celebre Marcialonga.

## Storia

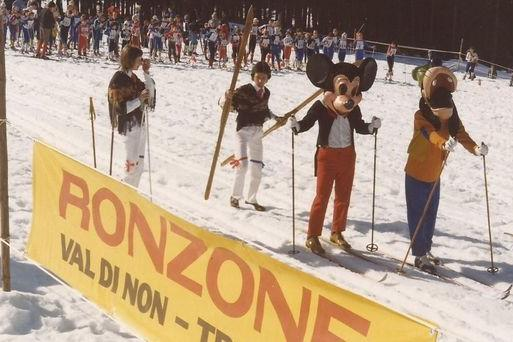
Marmottaloppet organizzata a Ronzone (Val di Non) negli anni 1970.

Alla fine degli anni 1970 vennero organizzate a Ronzone, in Val di Non, diverse edizioni di una gara internazionale di sci di fondo chiamata "Mamottaloppet" riservata ai bambini. Tuttavia, dopo alcuni anni, la manifestazione non venne più tenuta per motivi organizzativi legati alla difficoltà di trovare volontari per la gestione dell'evento.
Dopo il grande successo della maratona sciistica della Marcialonga iniziato nel 1975, il Gruppo sportivo di Castello di Fiemme (guidato all'epoca dal presidente Sergio Cavada, dal vicepresidente Dario Giacomuzzi e dal segretario Marco Aurelio Nones) decise nel 1983 di organizzare una sorta di campionato mondiale giovanile di sci di fondo in Val di Fiemme, riprendendo la formula della "Marmottaloppet". La casa editrice Mondadori, detentrice all'epoca dei diritti di pubblicazione della rivista Topolino in Italia, concesse alla manifestazione il marchio del Trofeo Topolino, già utilizzato fin dagli anni 1950 per l'analogo evento di sci alpino a Folgaria.
Dopo aver esordito nel 1984 sulla pista Brozzin di Castello di Fiemme, l'evento si è spostato al Passo di Lavazè, prima di trovare collocazione dal 1993 sulle nevi del nuovo centro del fondo di Lago di Tesero, inaugurato in occasione dei primi Campionati mondiali di sci nordico 1991 in Italia, replicati poi nel 2003 e 2013 e a cui si aggiungeranno anche le Universiadi invernali 2013 e i giochi olimpici invernali del 2026.
Dal 2008, anno in cui si celebrarono i primi 25 anni di storia della manifestazione disneyana in Val di Fiemme, si svolse anche il primo Trofeo Revival, riservato agli ex partecipanti al trofeo giovanile. Il Trofeo Topolino di sci di fondo fu l'unica manifestazione targata Walt Disney a non aver sostanzialmente mai cambiato sede, essendo sempre stata organizzata in Val di Fiemme.
Nell'ottobre 2016 la Walt Disney Italia annunciò il ritiro del marchio "Trofeo Topolino" da tutte discipline sportive (calcio, karate, golf, pallacanestro, rugby, scherma, sci alpino e sci di fondo), decidendo di limitarsi alla promozione della pratica sportiva solo tramite le proprie riviste e le nuove tecnologie. Il Gruppo Sportivo Castello di Fiemme decise allora di continuare ugualmente la manifestazione, ridenominandola Skiri Trophy Xcountry, continuando la numerazione delle edizioni. In sostituzione di Topolino, la nuova mascotte è diventata Skiri, lo scoiattolo già protagonista delle tre edizioni dei Campionati mondiali di sci nordico organizzati in Val di Fiemme.

## Organizzazione
Le gare si svolgono su distanze diverse, a seconda dell'età dei partecipanti. I mini concorrenti della categoria Baby si misurano sulla distanza di 1,5 km, i Cuccioli sui 4 km per i maschi e 3 km per le femmine: per entrambe le categorie, la tecnica di gara è quella classica. Per Ragazzi ed Allievi, invece, le gare sono in tecnica libera, con i primi a misurarsi sulla distanza di 5 km per i maschi e 4 km per le ragazze, mentre gli Allievi, protagonisti della gara tecnicamente più interessante, sono chiamati a coprire 7 km per quanto riguarda la categoria maschile e 5 km per quella femminile.
Un week-end dedicato al fondo giovanile internazionale che, ogni anno, richiama in Val di Fiemme oltre un migliaio di fondisti in erba (in occasione della 25.a edizione erano 1200), in rappresentanza di una ventina di nazioni. Non è eccessivo, quindi, parlare di campionato del mondo giovanile, in quanto il Trofeo Topolino è una gara FIS riconosciuta a tutti gli effetti. Una kermesse che ha visto passare dalla Val di Fiemme nomi di primissimo piano del panorama dello sci di fondo internazionale, quali gli azzurri Valerio Checchi, Magda Genuin, Lara Peyrot, Loris Frasnelli e Marina Piller.

## Albo d'oro
| Edizione | Date          | Baby M               | Baby F               | Cuccioli M            | Cuccioli F           | Ragazzi M          | Ragazze              | Allievi M          | Allieve F            |               |
| -------- | ------------- | -------------------- | -------------------- | --------------------- | -------------------- | ------------------ | -------------------- | ------------------ | -------------------- | ------------- |
| 1        | 22.01.1984    | Walter Seber         | Pamela Maffei        | Iarno Varesco         | Francesca Piazzi     | Marco Consolati    | Michela Delugan      | Clemente Deflorian | Sara Varesco         |               |
| 2        | 20.01.1985    | Raffaele Montigiani  | Manuela Piller Roner | Roberto Zanetti       | Federica Ragona      | Mauro Zanetti      | Francesca Piazzi     | Claudio Bonelli    | Nicoletta Nones      |               |
| 3        | 19.01.1986    | Paolo Longo          | Diana Pomarè         | Claudio Pasquali      | Debora Pomarè        | Willy Piller       | Tina Mlakar          | Peter Klofutor     | Lacen Natasa         |               |
| 4        | 18.01.1987    | Matteo Giovannini    | Martina Ceschi       | Josko Petkovsek       | Manuela Casagrande   | Igor Baselj        | Lidija Cerkovnik     | Marko Dolenc       | Urska Fecur          |               |
| 5        | 24.01.1988    | Denis Maddalin       | Martina Ceschi       | Paeric Peytor         | Mara Serafini        | Damjan Pintur      | Lidija Cerkovnik     | Tomaz Zemua        | Francesca Piazzi     |               |
| 6        | 22.01.1989    | Ivan Debertolis      | Laura Nejtek         | Bruno Debertolis      | Magda Genuin         | Josko Petkovsek    | Mateja Ambrozic      | Igor Baselj        | Laura Peyrot         |               |
| 7        | 21.01.1990    | Omar Genuin          | Agnes Hohenegg       | Loris Frasnelli       | Magda Genuin         | Paolo Longo        | Adelheid Hohenegg    | Walter Seber       | Katia Nones          |               |
| 8        | 20.01.1991    | Max Jr. Zanoni       | Susi Pasquali        | Omar Genuin           | Sara Rigoni          | Jani Pogacar       | Elena Patakova       | Josko Petkovsek    | Anita Meznar         |               |
| 9        | 19.01.1992    | Diego Piazzi         | Daniela Tragus       | Alessio Invernizzi    | Andrijana Stipanicic | Marjan Zagorsek    | Magda Genuin         | Andrea Paluselli   | Tania Zelene         |               |
| 10       | 24.01.1993    | Jacopo Alverà        | Monica Magnarin      | Romed Kostner         | Lergovic Anita       | Robert Stimac      | Andrijana Stipanicic | Fritz Pinter       | Klaudija Pavic       |               |
| 11       | 23.01.1994    | Julien Honey         | Manuela Dalla Palma  | Bojan Kusmanovic      | Veronica Cavallar    | Moris Galli        | Andrijana Stipanicic | Diego Nardini      | Klaudija Pavic       |               |
| 12       | 22.01.1995    | Loris Del Fabbro     | Denise Dellagiacoma  | Christian Cusuni      | Giulia Tappeiner     | Klemen Lauseger    | Susy Pascal          | Valerio Checchi    | Anna Rosa            |               |
| 13       | 21.01.1996    | Riccardo Longa       | Jenny Pesaro         | Fabio Biesuz          | Elena Zen            | Bojan Kusmanovic   | Veronica Cavallar    | Moris Galli        | Patrizia Kostner     |               |
| 14       | 19.01.1997    | Nicola Vivian        | Valentina Vuerich    | Kirilli Malzev        | Eugenia Bazarova     | Diego Boccia       | Lea Pergovnik        | Luca Longo         | Eugenia Kravcova     |               |
| 15       | 18.01.1998    | Paulo Lazzarini      | Samanta Herlievic    | Riccardo Longa        | Jenny Pesaro         | Paolo Passerini    | Silvia Rupil         | Andrea Paoli       | Marin Abdukhalikova  |               |
| 16       | 23-24.01.1999 | Fabio Clementi       | Maja Brajdic         | Lorenzo De Silvestri  | Valentina Vuerich    | Michael Fauner     | Denise Dellagiacoma  | Federico Clementi  | Marina Piller        |               |
| 17       | 22-23.01.2000 | Marco Muller         | Gaia Vuerich         | Simon Ladurner        | Valentina Sirio      | Federico Scarian   | Monica Boschetto     | Alan Martinelli    | Vesna Fabjan         |               |
| 18       | 20-21.01.2001 | Mauro Brigadoi       | Jessica Piussi       | Michael Schwienbacher | Tina Cvorig          | Daniel Rinner      | Tamara Baric         | Antonio Boccia     | Barbara Jezersek     |               |
| 19       | 19-20.01.2002 | Giovanni March       | Giulia Sturz         | Mauro Brigadoi        | Jessica Piussi       | Matteo Ceol        | Kaja Siler           | Francesco Scarian  | Tamara Baric         |               |
| 20       | 18-19.01.2003 | Francesco Ferrari    | Martina Vignaroli    | Mauro Brigadoi        | Jessica Piussi       | Fabio Clementi     | Gaia Vuerich         | Fabrizio Clementi  | Ylenia Casali        |               |
| 21       | 17-18.01.2004 | Simone Romani        | Rea Rausel           | Mark Klinar           | Ilenia Fontana       | Simone Bosin       | Gaia Vuerich         | Matteo Ceol        | Irene Cicolini       |               |
| 22       | 22-23.01.2005 | Giacomo Gabrielli    | Yvonne Mrzljak       | Matej Buric           | Martina Vignaroli    | Mauro Brigadoi     | Jessica Piussi       | Matej Simenc       | Kostadinova Zornitza |               |
| 23       | 21-22.01.2006 | Giacomo Gabrielli    | Katarina Pirc        | Simone Larger         | Martina Vignaroli    | Mattia Runggaldier | Anja Erzen           | Bostjan Klavzar    | Gaia Vuerich         |               |
| 24       | 20-21.01.2007 | Philipp Auckenthaler | Camilla Bormolini    | Simone Romani         | Eva Urevc            | Tommaso Custodero  | Marta Grosini        | Simone Bosin       | Anja Erzen           |               |
| 25       | 19-20.01.2008 | Michele Rovere       | Lisa Vescovo         | Giacomo Gabrielli     | Ela Praznik          | Saverio Zini       | Martina Vignaroli    | Mauro Brigadoi     | Anja Erzen           |               |
| 26       | 17-18.01.2009 | Stefano Dellagiacoma | Laura Colombo        | Michael Vagretti      | Susanna Fullin       | Simone Romani      | Anamarija Lampic     | Aljaz Praznik      | Nika Razinger        |               |
| 27       | 23-24.01.2010 | Davide Graz          | Anna Rossi           | Andrea Serra          | Nina Klemencic       | Klemen Razinger    | Ela Praznik          | Saverio Zini       | Anamaria Lampic      |               |
| 28       | 22-23.01.2011 | Jernej Globocnik     | Anna Rossi           | Davide Graz           | Nika Ponikvar        | Martin Cížek       | Polona Klemencic     | Miha Simenc        | Anamarija Lampic     |               |
| 29       | 21-22.01.2012 | Mathias Vacek        | Nika Jagecic         | Davide Graz           | Barbora Havlícková   | Jirí Mánek         | Dominika Hanušová    | Yordan Chuchuganov | Anita Klemencic      |               |
| 30       | 19-20.01.2013 | Giacomo Ponti        | Nika Jagecic         | Francesco Vigna       | Chiara Dellasega     | Kim Zalcìk         | Noemi Glarey         | Mattia Armellini   | Tjasa Trampus        |               |
| 31       | 18-19.01.2014 | Sergio Barlocco      | Aurora Morassi       | Nejc Jan              | Zala Jenko           | Davide Graz        | Ajda Arh             | Blaz Persa         | Anja Mandeljc        |               |
| 32       | 17-18.01.2015 | Paolo Barale         | Vanessa Comensoli    | Massimiliano Casasola | Anna Maria Logonder  | Ferrari Matteo     | Ajda Arh             | Vili Crv Nd Ratece | Anja Mandeljc        |               |
| 33       | 23-24.01.2016 | Federico Pozzi       | Aurora Giraudo       | Sergio Barlocco       | Aurora Morassi       | Anze Gros          | Anna Maria Logonder  | Miha Jan           | Emilie Jeantet       |               |
| 34       | 21-22.01.2017 | Karlo Jurkovic       | Emilie Tussidor      | Federico Flora        | Giulia Piacenza      | Marco Barale       | Maria Sole Cona      | Marko Skender      | Anna Rossi           |               |
| 35       | 20-21.01.2018 | Matija Stimac        | Nives Baricevac      | Peio Anarbe           | Aurora Giraudo       | Aksel Artusi       | Ilaria Scattolo      | Andrea Gartner     | Nadine Laurent       |               |
| 36       | 19-20.01.2019 | Matteo Zanoli        | Giulia Ronchail      | Raul Castagna         | Stella Giacomelli    | Federico Flora     | Aurora Baron         | Matteo Biondini    | Morassi Aurora       |               |
| 37       | 18-19.01.2020 | Gabriele Carrara     | Nicole Falanelli     | Matija Stimac         | Michela Biondini     | Peio Anarbe        | Carlotta Gautero     | Davide Ghio        | Luija Medja          |               |
| -        | 2021          | Non disputata        | Non disputata        | Non disputata         | Non disputata        | Non disputata      | Non disputata        | Non disputata      | Non disputata        | Non disputata |
| 38       | 22-23.01.2022 | Davide Trettel       | Maria Segmeister     | Thomas Gaole          | Elena Carletto       | Nicolò Calzà       | Luna Forneris        | Federico Pozzi     | Carlotta Gautero     |               |
| 39       | 21-22.01.2023 | Mattia Combi         | Maria Corbellari     | Zaccaria Bracchi      | Magda Moser          | Gabriel Selle      | Giulia Ronchail      | Edoardo Trombetta  | Vanessa Cagnati      |               |
| 40       | 20-21.01.2024 | Diego Andreola       | Alice Borbey         | Bjorn Pretnar         | Anna Profanter       | Thomas Gaole       | Elena Carletto       | Thomas Maestri     | Alice Leoni          |               |
| 41       | 18-19.01.2025 | Luca Andreola        | Paola Jakovac        | Vid Jevtic            | Brina Juršič         | Zaccaria Bracchi   | Anna Profanter       | Gabriel Selle      | Elena Carletto       |               |